# Macromedaeus crassimanus
Macromedaeus crassimanus är en kräftdjursart som först beskrevs av Alphonse Milne-Edwards 1867.  Macromedaeus crassimanus ingår i släktet Macromedaeus och familjen Xanthidae. Inga underarter finns listade i Catalogue of Life.